# 国際自由宗教連盟
国際自由宗教連盟（英語: International Association for Religious Freedom ; IARF）は、諸宗教の協力のための非政府組織である

。国際連合経済社会理事会の総合諮問資格を有する。
1900年、アメリカ合衆国マサチューセッツ州ボストンで「ユニテリアンと自由思想家・活動家の世界協議会」が結成された。1910年、「自由キリスト者及び他の宗教的自由人の国際会議」に改称。1932年、「自由キリスト教及び宗教的自由のための国際連盟」に改称。1966年、「国際自由宗教連盟」に改称。